# Choi Sang-Jin
Choi Sang-Jin es un deportista surcoreano que compitió en taekwondo. Ganó una medalla de plata en el Campeonato Mundial de Taekwondo de 1989 y una medalla de plata en el Campeonato Asiático de Taekwondo de 1990.

## Palmarés internacional
| Campeonato Mundial  | Campeonato Mundial   | Campeonato Mundial | Campeonato Mundial |
| Año                 | Lugar                | Medalla            | Categoría          |
| ------------------- | -------------------- | ------------------ | ------------------ |
| 1989                | Seúl (Corea del Sur) | Medalla de plata   | +83 kg             |
| Campeonato Asiático |                      |                    |                    |
| Año                 | Lugar                | Medalla            | Categoría          |
| 1990                | Taipéi (Taiwán)      | Medalla de plata   | +83 kg             |